# Grand dauphin
Tursiops truncatus
Cet article concerne le mammifère marin. Pour le fils de Louis XIV, surnommé « le Grand Dauphin », voir Louis de France (1661-1711).
Pour les articles homonymes, voir Dauphin (homonymie).
Espèce
Sous-espèces de rang inférieur
- Tursiops truncatus ponticus
- Tursiops truncatus truncatus

Statut de conservation UICN

 LC  : Préoccupation mineure
Statut CITES
Répartition géographique
Le grand dauphin également appelé souffleur, dauphin à gros nez ou tursiops (Tursiops truncatus) est un cétacé à dents (odontocète) appartenant à la famille des Delphinidae. 
C'est l'espèce la mieux connue de sa famille, notamment parce qu'elle a été longuement étudiée en captivité et, à l'état naturel, le long des côtes qu'elle fréquente (en Floride notamment). C'est aussi l'une des rares espèces de dauphins à pouvoir survivre pendant un temps aux conditions de vie controversées des delphinariums. C'est celle que le grand public associe généralement aux dauphins (surtout grâce à la série télévisée Flipper le dauphin). On la reconnaît à son « sourire » assez caractéristique, dû aux plis de son rostre.
Le grand dauphin est présent dans toutes les mers du monde, à l'exception des zones arctiques et antarctiques. Il existe deux populations assez distinctes : une côtière et une pélagique. Les grands dauphins chassent en utilisant leur capacité d'écholocalisation. Ils se nourrissent principalement de poissons qu'ils saisissent grâce à une centaine de petites dents pointues non différenciées. Les dauphins communiquent grâce à une gamme de sons émis par l'intermédiaire du melon, un sac nasal situé sur le front. Ils atteignent la maturité sexuelle vers l'âge de 12 ans. Les femelles donnent naissance à un seul petit par portée. Les grands dauphins vivent généralement en groupe formé des femelles et des jeunes, alors que les mâles forment des associations appelées alliances. C'est un animal qui montre une certaine curiosité lors de ses rencontres avec l'espèce humaine.

## Distribution et habitat
Les dauphins vivent dans les zones tempérées et tropicales des océans autour du globe. Des populations ont été recensées dans l'océan Pacifique, du sud du Japon jusqu'à l'Australie, ainsi que du Chili jusqu'au golfe de Californie. On les retrouve également dans l'océan Atlantique, du sud de l'Écosse et de la Norvège jusqu'à la Patagonie et à l'Afrique du Sud, ainsi que le long des côtes de l'Amérique du Nord jusqu'au golfe du Mexique. Du côté de l'océan Indien, les populations s'étendent de l'Australie jusqu'à l'Afrique du Sud. Dans la mer Méditerranée, le grand dauphin est le cétacé le plus abondant. Ses populations s'y étendent de la mer Noire jusqu'à la mer Rouge. Alors qu'on en voit beaucoup le long des côtes de la Sicile et dans la mer Adriatique, ils sont moins visibles dans le sanctuaire Pelagos, une région marine protégée située entre la Ligurie, le nord de la Sardaigne et le sud de la France.

Aire de distribution du grand dauphin.

Certaines populations de ces dauphins vivent au grand large, particulièrement dans les zones entourant les îles océaniques. D'autres groupes, par contre, demeurent dans les régions côtières, où l'eau est chaude et ne dépasse pas les 30 m de profondeur. Il existe donc deux écotypes de truncatus. L'écotype côtier peut être migrateur. Celui du grand large est généralement sédentaire. Dans certaines régions, les migrations sont saisonnières et semblent causées par les changements de température de l'eau et par l'abondance et la distribution des proies. Des chercheurs ont remarqué que les zones côtières étaient également utilisées comme pouponnières.
Les grands dauphins occupent presque tous les types d'habitats marins puisqu'ils vivent au large des océans, dans les lagunes, près des estuaires, sur des fonds sableux, boueux ou rocheux.

## Morphologie
Les grands dauphins mesurent généralement de 2 à 4 mètres de longueur pour un poids de 150 à 400 kilogrammes. Leur corps fusiforme, semblable à celui d'un poisson, est le résultat d'une convergence évolutive qui leur assure une grande motricité dans l'eau grâce à la réduction du frottement avec l'eau lors de leurs déplacements. Comme tous les cétacés, le grand dauphin n'a pas de fourrure, même si quelques poils sont présents durant les premiers mois de sa vie.
Il existe des différences physiques entre les grands dauphins océaniques et ceux du littoral. Les premiers sont plus grands et plus robustes que ceux vivant le long des côtes. La composition de l'hémoglobine est différente dans chacun des deux groupes. Cela semble s'expliquer par les plus longues durées d'immersion des dauphins océaniques, par rapport à ceux des côtes.
La couleur de la peau est la même pour les deux groupes : diverses teintes de gris sur le dos, et blanc sur le ventre. Sur les côtés, le gris est plus pâle. Cette coloration procure un effet de camouflage rendant les dauphins difficiles à identifier lorsqu'on regarde du bas vers le haut ou du haut vers le bas.
La peau des dauphins amortit les turbulences de l'eau, grâce à une structure alvéolaire et à des micro-déformations de sa surface, ce qui leur permet de nager plus vite, jusqu'à plus de 45 km/h, à effort musculaire égal. Cette particularité a été imitée sous forme d'un revêtement spécial qui améliore l'efficacité de certains sous-marins.[réf. nécessaire]
Le mâle est un peu plus grand que la femelle. En moyenne, le grand dauphin mesure 3 m et pèse 400 kg.
Il possède sur son front un melon, une masse graisseuse pouvant transmettre et focaliser des ultrasons, lui permettant de repérer la position et la vitesse de sa proie (voir plus bas, la section Écholocation). L'os maxillaire et la mandibule allongée forment un rostre court et large. L'adjectif latin troncatus (littéralement tronqué) utilisé dans son nom binomial (Tursiops truncatus) ainsi que le nom anglais Bottlenose Dolphin (littéralement Dauphin au nez en forme de bouteille) font tous deux références à ce rostre. Les mouvements de la mâchoire sont limités, ce qui lui donne cette apparence de « sourire » si caractéristique de cette espèce animale. Le « nez » du dauphin, appelé évent, est situé au sommet de la tête et lui sert à respirer. Il est contrôlé par un muscle volontaire et ne s'ouvre que lorsque l'animal est au-dessus de l'eau.

La nageoire dorsale, de forme triangulaire et recourbée, mesure en moyenne 23 cm. Les nageoires pectorales mesurent environ 30 à 50 cm. La nageoire caudale, divisée en deux lobes, est d'une largeur moyenne de 60 cm. Ces nageoires dorsales et caudales sont entièrement constituées de tissu conjonctif et ne contiennent ni muscle, ni os. Inversement, les nageoires pectorales contiennent des os dont la structure embryonnaire s'apparente à celle des mammifères terrestres, à partir desquels les cétacés ont évolué il y a environ 50 millions d'années (Voir Histoire évolutive des cétacés). Chaque mâchoire possède de 20 à 28 dents, d'un diamètre d'environ 1 cm.

Comparaison des dimensions d'un grand dauphin et d'un être humain.

### Identification en mer
Parmi tous les dauphins, les individus du genre Tursiops sont les plus difficiles à différencier l'un de l'autre, malgré leur tendance à s'approcher des embarcations. Leur nageoire dorsale, ainsi que les éclaboussures qu'ils produisent lorsqu'ils nagent et qu'il sautent, permettent de repérer leur position. Les chercheurs utilisent ensuite la technique de la photo-identification, c'est-à-dire la photographie de la nageoire dorsale et l'inventaire des cicatrices et signes distinctifs qui s'y trouvent. Cette méthode est très utilisée pour les recherches du domaine écologique. Les marques d'ailerons peuvent cependant parfois brutalement changer, et les juvéniles ont des nageoires souvent « neutres » qui ne permettent pas de les distinguer des autres. Certains mammifères marins n’ayant pas d'ailerons dorsaux, d’autres critères d’identification morphologiques seraient utiles. On a montré en 2017 avec le cas du grand dauphin en Italie que la tête et le « visage » de l’animal présentent également des caractéristiques telles qu’à partir de photos de face et de profil un individu peut être reconnu (sur une période de huit ans dans le cas de cette expérience). On ignore encore si les dauphins se reconnaissent aussi selon leur physique, et pas seulement d’après leurs vocalises.

## Évolution et taxonomie

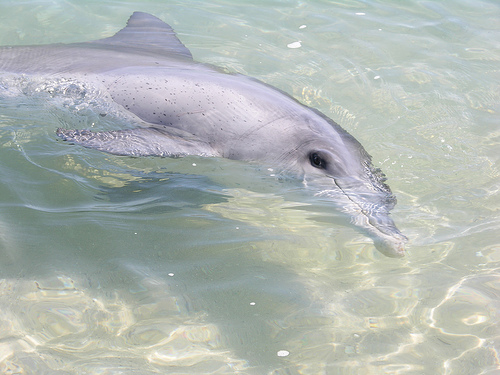
Tursiops aduncus à proximité de Monkey Mia (Australie).

L'histoire évolutive des cétacés relie l'origine des dauphins à un mammifère terrestre ayant probablement appartenu à l'ordre des Artiodactyla et ayant vécu au début de l'Éocène, il y a environ 50 Ma. L'apparition du Basilosaurus, le premier mammifère marin connu, remonte à environ 38 Ma. Il ressemble aux baleines d'aujourd'hui mais possède de petites pattes postérieures.
Au début du Miocène, de nombreuses espèces d'odontocètes ressemblant aux dauphins se sont développées, comme les kentriodons. Morphologiquement, ils se rapprochent beaucoup du grand dauphin. Ils ont la particularité d'avoir des crânes symétriques, ils consomment des petits poissons et leur système d'écholocation semble avoir été parfaitement opérationnel.
La communauté scientifique soupçonnait depuis longtemps l'existence de plus d'une espèce du genre Tursiops. L'utilisation des techniques modernes de la biologie moléculaire a mené à l'identification de deux espèces :
- T. truncatus (tursiops commun), occupant les eaux tempérées jusqu'aux océans tropicaux. Sa couleur est bleutée, avec une ligne foncée allant du rostre jusqu'à l'évent ;
- T. aduncus (grand dauphin de l'océan Indien), vivant à proximité de l'Inde, de l'Australie et de la Chine méridionale. Son dos est gris foncé et son ventre blanc avec des taches grises.

Cette conclusion est cependant contestée. Des études génétiques suggèrent plutôt que le tursiops indo-pacifique fasse partie du genre Stenella, puisqu'il ressemble davantage au dauphin tacheté de l'Atlantique (Stenella frontalis) qu'au grand dauphin. La question demeure controversée et quelques chercheurs, comme LeDuc et Curry, soutiennent que le genre Tursiops nécessite une révision substantielle.
À l'inverse, les espèces suivantes sont reconnues comme des sous-espèces du T. Truncatus :
- T. truncatus gillii (tursiops du Pacifique), vivant dans l'océan Pacifique et possédant une ligne noire allant de l'œil jusqu'au front ;
- T. truncatus ponticus (tursiops de la mer Noire), vivant dans la mer Noire.

Des hybrides sont nés en captivité, issus de croisements entre le tursiops et d'autres dauphins. À SeaWorld San Diego, Californie, on retrouve un hybride résultant du croisement entre un tursiops et un dauphin commun (Delphinus delphis). Au parc Sealife de Hawaii, on retrouve deux dauphins issus du croisement entre tursiops et fausse orque. Ils sont appelés Wholfin (C'est-à-dire Whale-Dolfin, littéralement Baleine-dauphin) et ils sont fertiles. Le premier est né en 1985.
Des hybrides sont également nés en liberté, comme lors de croisements entre grand dauphin et dauphin tacheté de l'Atlantique.

## Comportement

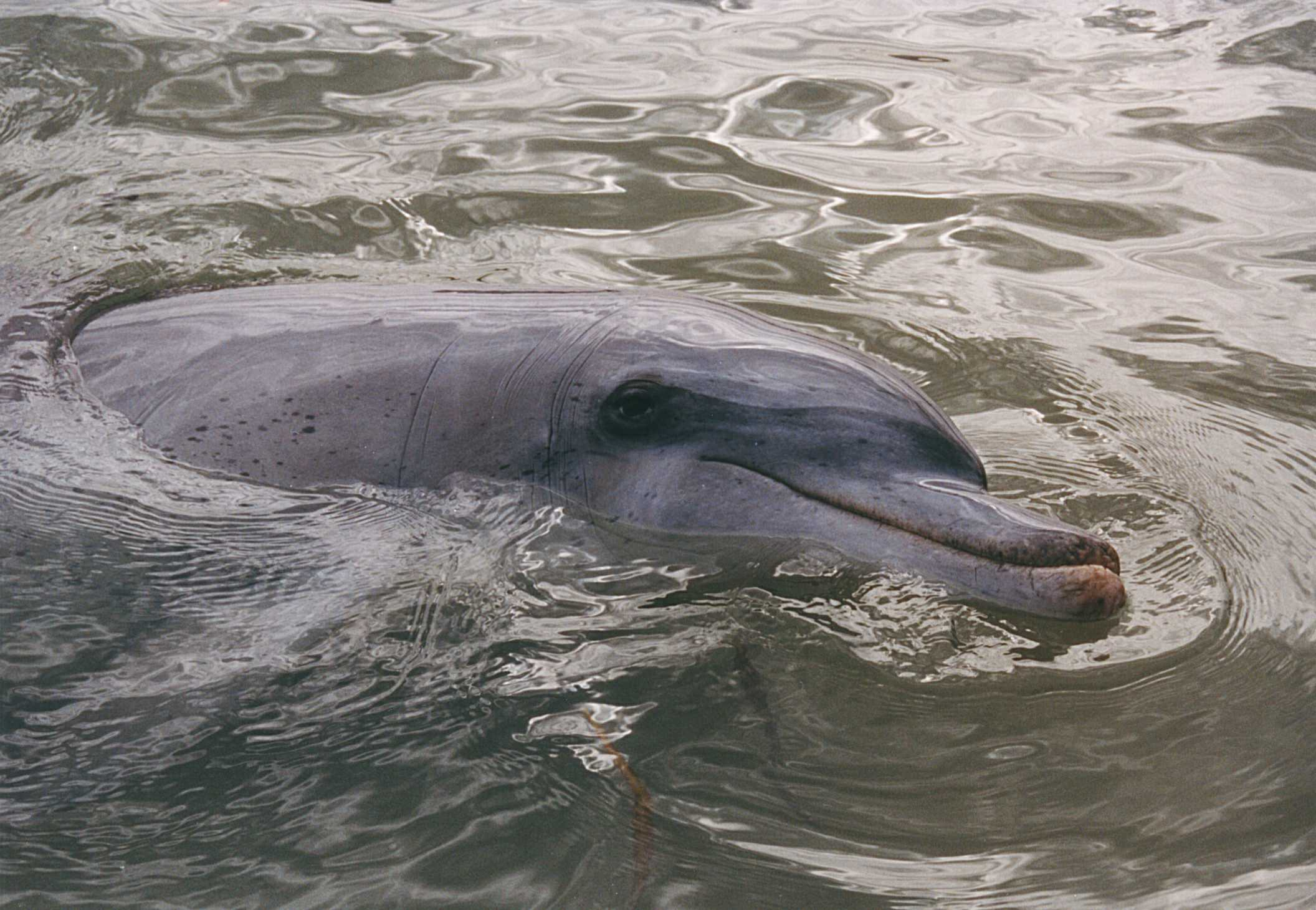
Tursiops, plage de Monkey Mia (Australie).

Les grands dauphins sont des animaux sociaux. Ils vivent en groupe, habituellement composés de 2 à 6 individus, mais qui peuvent dépasser la vingtaine (Île de Sein, 2010) voire la quarantaine (île de Molène, 2012) même si ce grand nombre devrait engendrer une séparation pour faciliter la chasse. Toutefois, il n'est pas rare d'observer des individus solitaires, en général des mâles. La plupart des troupeaux se forment à partir d'un groupe de femelles et de leurs petits, auquel les mâles ne se joignent que brièvement. Quelques grands dauphins vivent également en compagnie d'autres espèces de cétacés.
Des études effectuées par R. S. Wells à Sarasota (Floride) et par Smolker dans la baie Shark (Australie) ont démontré que les femelles forment des alliances, soit directement, soit à travers des associations mutuelles dans une structure sociale nommée « fission-fusion » par Conner et Wells. La composition des groupes pour lesquels les associations sont les plus fortes peut demeurer stable durant des années. Ces groupes ne se limitent pas nécessairement à une seule lignée matriarcale, mais les individus qui les composent sont souvent apparentés, comme le prouvent les études génétiques effectuées. Les femelles forment ces alliances principalement pour protéger leurs petits des prédateurs ou d'autres dauphins.

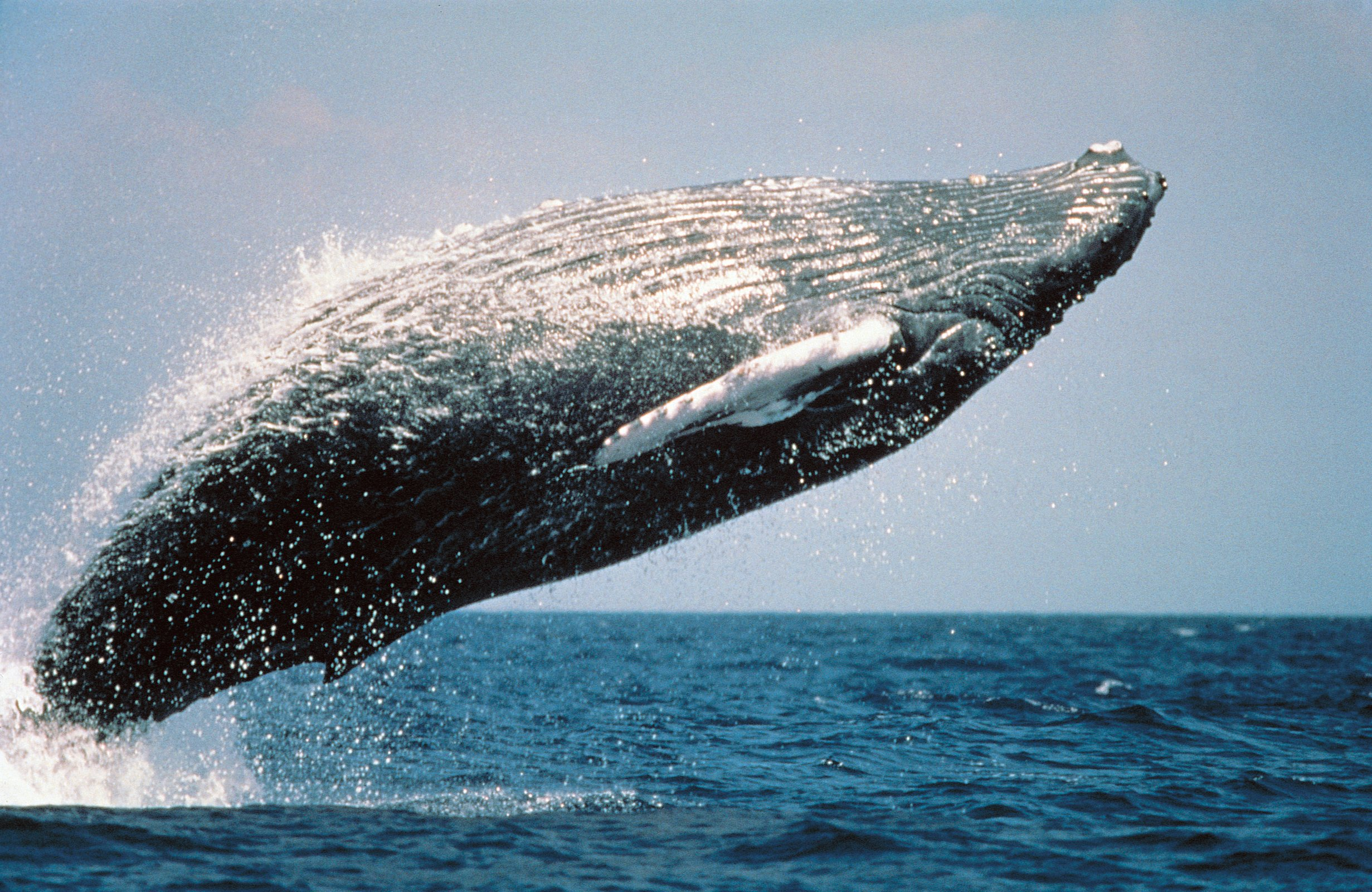
Exemple de saut avec redressement (breaching), ici par une baleine à bosse.

Des recherches effectuées à Moray Firth en Écosse révèlent que les mâles peuvent eux aussi former des associations durables de deux ou trois individus pendant des dizaines d'années. Les membres de ces groupes de mâles parviennent à synchroniser certains de leurs comportements, comme la respiration, les sauts et le saut avec redressement (breaching), qui consiste à s'élancer, tête première, hors de l'eau et à retomber sur le dos en éclaboussant (Voir la photographie ci-contre). Les mâles d’une alliance ne sont pas parents. La composition d'alliance facilite la recherche de femelles pour l'accouplement. Lorsqu'une femelle en chaleur est repérée, les mâles l'entourent et la suivent. Les cas d'agressions ne sont pas rares lors de ces confrontations. Ces « alliances » peuvent parfois s'unir entre elles pour former des « super-alliances », ou des « alliances de deuxième ordre », avec comme objectif principal d'avoir accès à des femelles suivies par un autre groupe de mâles. Par exemple, pour trois alliances toutes en compétition pour la même femelle, A étant formée de deux individus et B et C de trois individus, la super-alliance A et B, formée de cinq individus, a un avantage numérique contre l'alliance C.
Par ailleurs, des recherches effectuées par le Bottlenose Dolphin Research Institute ont démontré de quelle façon la structure sociale et le besoin de collaboration des grands dauphins de la côte nord-est de la Sardaigne est influencée par le niveau trophique. Par exemple, les centres d'aquaculture qui provoquent des changements de concentration et de disponibilité des proies permettent aux grands dauphins de se nourrir avec tant de facilité que leur collaboration pour la chasse n'est plus nécessaire,
,
. Dans ces conditions, les groupes ne se forment pas en fonction du sexe des individus, mais en relation avec le niveau trophique. L'environnement (et les centres d'aquaculture) peut donc interférer avec le comportement et la structure sociale de ces mammifères. En outre la distribution de ces dauphins dans cette zone change.
Les grands dauphins accomplissent hors de l'eau des acrobaties dont la signification ou l'utilité n'est pas clairement connue. Parmi celles-ci figurent :
- le bond ou le vol (leaping) : saut complet hors de l'eau ;
- le fanfaron (tailspinning) : reculade sur l'eau en utilisant la queue comme pivot ;
- la claque d'eau (tailslapping) : frapper l'eau avec les nageoires de la queue ;
- la fusée (bow) : saut vertical complet hors de l'eau ;
- le saut de glisse (bowriding) : nage sur les vagues créées par le passage d'embarcations ;
- le saut redressé (breaching) : saut hors de l'eau et retombée à plat sur le dos en éclaboussant.

Les performances des différentes variétés sont très éloignées les unes des autres. Les grands dauphins océaniques peuvent plonger jusqu'à 200 m de profondeur et demeurer sous l'eau jusqu'à 15 minutes sans respirer, alors que ceux vivant le long des côtes descendent jusqu'à 30 m durant un maximum de 4 à 5 minutes. Ils peuvent atteindre une vitesse d'environ 70 km/h en se propulsant grâce à un mouvement vertical des nageoires de la queue.

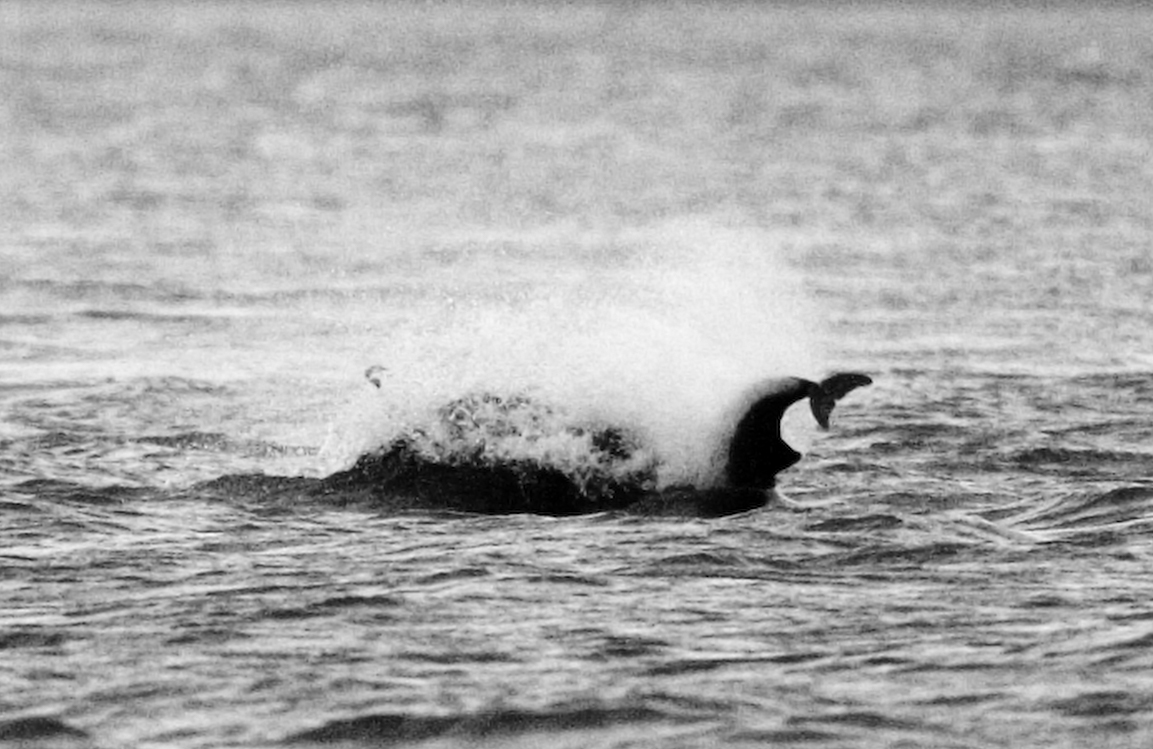
Marsouin attaqué et tué par un grand dauphin en Écosse, en mai 2005.

Ce sont des prédateurs et ils adoptent souvent des comportements agressifs, incluant des combats entre mâles pour une femelle et des attaques lors de rencontres d'odontocètes plus petits. Les tursiops vivant le long des côtes de l'Écosse pratiquent l'infanticide. Des recherches menées par l'université d'Aberdeen ont démontré que les grands dauphins, lorsqu'ils entrent en compétition avec les marsouins (Phocoena phocoena) pour la nourriture, n'hésitent pas à les attaquer et les tuer.
Leur comportement est habituellement amical lors des rencontres avec l'homme. Ils font preuve de beaucoup de curiosité à notre sujet.

### Production de sons et organes sensoriels
Le sens le plus développé chez le grand dauphin est sans doute l'ouïe, combinée à la capacité d'émettre des sons de fréquences variées, divisés en trois catégories :
- le clic, une série de sons de haute fréquence ;
- le sifflement ;
- l'aboiement, semblable à celui du chien.

Les clics sont utilisés pour l'écholocation alors que les autres sons servent à communiquer. Chaque grand dauphin produit un sifflement qui lui est caractéristique, une sorte de « signature » qui le rend immédiatement identifiable par ses semblables. Il ne possède pas de cordes vocales. Les sons à basses fréquences sont générés à travers le larynx et au moyen de six poches d'air placées près de l'évent.
Le grand dauphin ne possède pas de pavillon auriculaire. Cela ne diminue pas son audition, puisque le son voyage mieux dans l'eau que dans l'air. Cela augmente cependant l'hydrodynamisme de sa silhouette. L'oreille interne est insérée dans un os séparé du crâne, alors que le tissu de l'oreille moyenne est grandement vascularisé. Lorsqu'il plonge, ce tissu aide à
équilibrer la pression sous-marine et à éviter d'endommager les tympans.
Ses yeux sont placés de chaque côté de la tête et possèdent un tapetum lucidum permettant de voir même dans une quasi-obscurité. Ses pupilles lui permettent de voir aussi bien sous l'eau qu'à la surface, malgré la différence de densité entre les deux milieux. La rétine est composée de cônes et de bâtonnets, ce qui signifie que le grand dauphin peut probablement distinguer les couleurs. Son œil possède une glande similaire aux glandes lacrymales des mammifères terrestres et produisant une sécrétion oculaire semblable aux larmes. Ces sécrétions protègent la cornée des maladies infectieuses et augmentent l'hydrodynamisme du dauphin. La basicité et la concentration en glucose de ces sécrétions oculaires sont plus élevées que celles des larmes humaines. À l'inverse, les valeurs totales de lysozyme et de cholestérol sont moins élevées que chez l'homme, alors que la composition en protéines est presque identique. La vision des grands dauphins n'est pas binoculaire. Chaque œil bouge indépendamment de l'autre. Des sections de chaque image peuvent cependant se superposer.
Son odorat est peu développé puisque l'évent, homologue du nez, se ferme lorsque l'animal est sous l'eau et ne s'ouvre que pour respirer à la surface. Le grand dauphin ne possède ni nerf olfactif, ni lobe olfactif dans le cerveau.[réf. souhaitée]
Son sens du goût n'est pas encore bien étudié par les chercheurs, bien que l'on sache qu'il est capable de distinguer le salé, le sucré, l'amer et l'aigre, puisqu'il possède des papilles gustatives. D'après Barros et Odell, le grand dauphin effectue des choix fondés sur ses préférences alimentaires lorsqu'il rencontre certains types de poissons.
Selon des recherches effectuées par Herman et Tavolga en 1988, du point de vue anatomique et comportemental, son sens du toucher est bien développé et le grand dauphin répond à un large spectre de sensations tactiles. Des récepteurs sont abondants sous la peau, à proximité des yeux et de l'évent, sur le rostre, autour des parties génitales et des mamelles.
Selon une étude publiée dans la revue scientifique Proceedings of the National Academy of Sciences en juillet 2013, chaque Grand dauphin possède un sifflement unique, qu'il utilise souvent quand il est en groupe, et qui lui est propre. Cette « signature » permet d'identifier individuellement un dauphin. De plus, cette étude affirme que si on fait entendre à un dauphin son sifflement personnel, il y répond par ce même sifflement, et que donc ce dernier est l'équivalent d'un « nom ». L'étude montre donc que l'identité est importante aux yeux des dauphins, et qu'elle les aide probablement à communiquer.

### Écholocation

Représentation animée de l'écholocation chez le grand dauphin.

Au moyen de l'écholocation, les grands dauphins sont en mesure de percevoir les obstacles et de rechercher de la nourriture. Lorsque les ondes sonores (Clics) émises par l'animal atteignent un objet ou une proie, elles rebondissent et reviennent en arrière. Ces clics sont produits par trois poches d'air placées sur la tête. L'air est comprimé par la contraction des muscles de l'évent. Il passe dans la poche supérieure, puis dans celle du milieu et enfin dans la poche inférieure, produisant un son qui est ensuite amplifié par le melon, une masse de tissus adipeux présente sur la tête. L'écho de retour est capté par le dauphin au moyen de la mâchoire inférieure et est ensuite transféré à l'oreille interne via un fin liquide huileux.

### Alimentation
Le dauphin est opportuniste. Il se nourrit principalement de poissons (anchois, maquereau commun, mulet, cabot, etc.) et de céphalopodes (calmar commun, seiches et pieuvre), mais il ne dédaigne pas à l'occasion les crustacés. Des recherches compilant le contenu d'estomacs de grands dauphins de la mer Méditerranée ont révélé que celui-ci se nourrit surtout de Merlucciidae, Lepidopus, Merlu (?) et calmar commun.
Ses dents en forme de cône sont utilisées pour attraper ses proies, et non pas pour les mastiquer.
Souvent les grands dauphins coopèrent entre eux pour chasser. La coopération entre pêcheurs et dauphins existe également. Les tursiops suivent les bateaux-pêcheurs et se nourrissent des pièces de poissons rejetées ou perdues.
Une technique de chasse particulière utilisée par quelques grands dauphins se nomme l'échouement, une tactique semblable à celle utilisée par les orques. Les dauphins rassemblent d'abord les poissons à proximité d'une plage sableuse, en nageant parallèlement à eux, puis ils les repoussent sur le sable et les mangent en sortant partiellement ou complètement de l'eau. Une fois nourris, ils retournent vers la mer. L'échouage volontaire est une technique plutôt dangereuse qui n'est généralement pratiquée qu'à marée haute par un individu seul ou par un groupe de dauphin qui collaborent. Il s'agit d'un comportement qui ne se développe que chez les grands dauphins dont les parents pratiquaient la même méthode de chasse à la plage. Des études effectuées sur l'ADN mitochondrial portent à croire qu'il ne s'agit pas d'une transmission génétique mais plutôt d'un apprentissage par observation du comportement de la mère.

### Reproduction

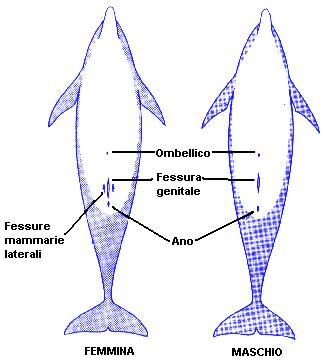
Organes sexuels du grand dauphin, femelle à gauche, mâle à droite.
De haut en bas : ombilic, fissure génitale, anus.
La femelle possède également deux fissures mammaires latérales.

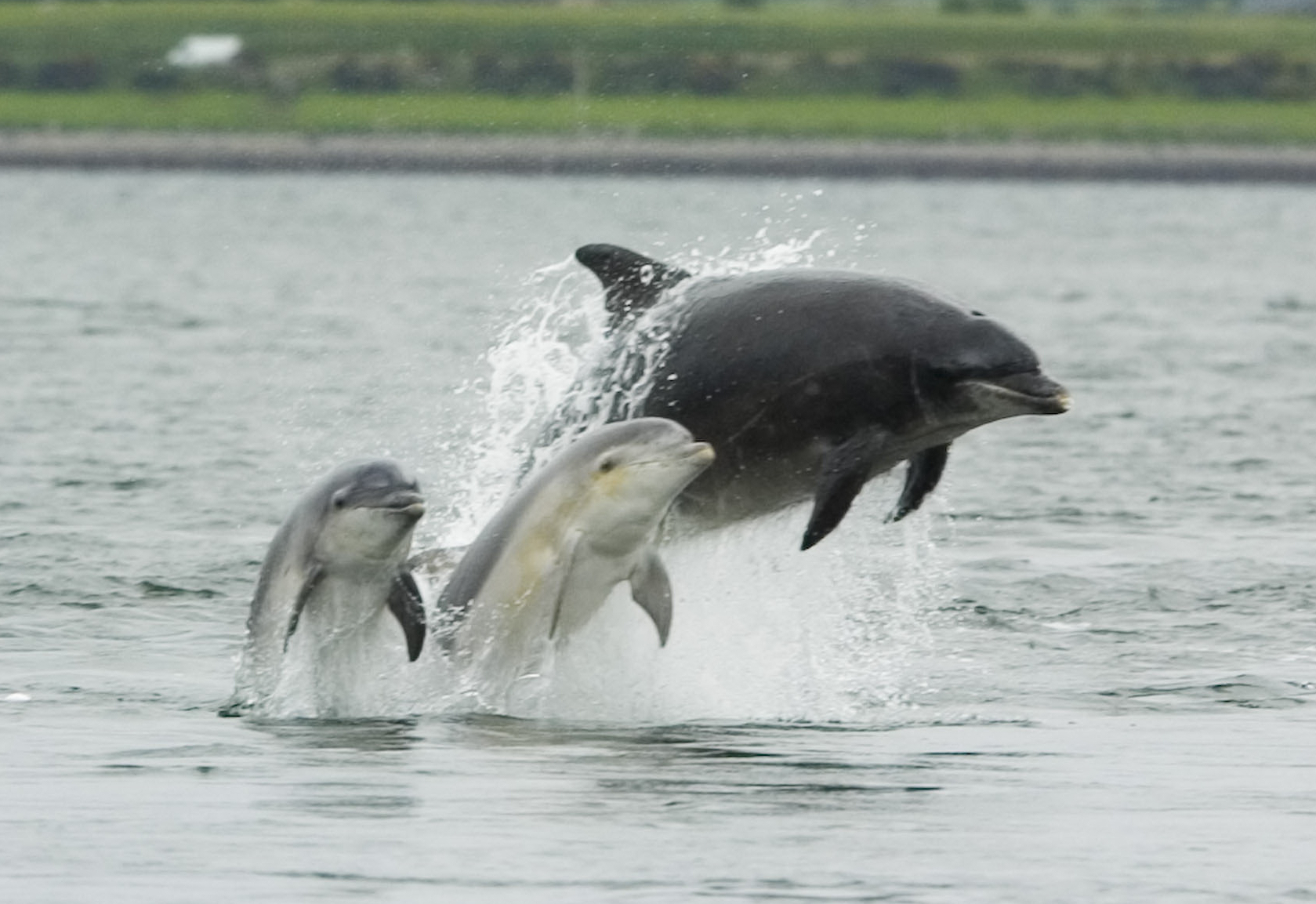
Une femelle et ses deux petits à Moray Firth en Écosse.

Deux ouvertures sont situées sur le bas du ventre du mâle. L'une cache le pénis et l'autre constitue l'anus. Chez la femelle, une même ouverture protège à la fois le vagin et l'anus. De chaque côté de cette fissure génitale se trouvent les fissures mammaires, utilisées pour l'allaitement des petits.
L'âge de la maturité sexuelle varie de 6 à 12 ans chez les femelles, et de 10 à 13 ans chez les mâles.
La gestation dure 12 mois et les naissances ont lieu en été. La femelle donne normalement naissance à un seul petit, d'une longueur d'un mètre, qui restera en contact avec la mère durant environ six années. Le sevrage est achevé après environ 18 mois. Il doit être complet avant la naissance d'un second petit. On remarque chez les grands dauphins l'utilisation du système de gardiennage d'enfants (babysitting) : une seule femelle surveille tous les petits pendant que les autres mères vont à la chasse.
Elles se reproduisent tous les deux ou trois ans, changeant chaque fois de partenaire. Si le petit meurt à la naissance, la femelle peut se reproduire à nouveau après un an.
Comme pour tous les cétacés, le nouveau-né est capable de nager et de suivre sa mère. Dès la naissance, cette dernière le conduit jusqu'à la surface pour le faire respirer. D'autres femelles, habituellement parentes, viennent parfois aider la mère lors de cette opération.
Durant la saison des amours, les mâles s'affrontent et se combattent entre eux pour l'accès aux femelles, enlèvent et séquestrent des femelles… Une hiérarchie s'établit, généralement selon la taille. Les couples se forment lorsqu'un mâle exprime sa préférence pour une femelle en nageant à ses côtés et en restant près d'elle durant une certain temps. Par la suite, le mâle se place devant la femelle. Il recourbe la partie postérieure de son corps, la « caresse » et se frotte contre elle. L'acte sexuel est rapide, d'une durée d'environ 10 à 30 secondes, mais est répété plusieurs fois à intervalles de quelques minutes. Il se produit sous la surface de l'eau. Les dauphins nagent ventre contre ventre, la femelle tournant le dos vers le bas. Le pénis du mâle s'insère dans le vagin de la femelle.

### Durée de vie
L'espérance de vie (ou longévité moyenne), la longévité maximale et l'âge moyen des individus peuvent sensiblement varier d'une population sauvage à une autre, il est donc difficile d'établir des normes communes à toute l'espèce. Plusieurs populations ont pu être étudiées, notamment celle de la baie de Sarasota en Floride et celle de la baie Shark, à Monkey Mia, en Australie.

#### Longévité maximale
Au sein de la population résidant dans la baie de Sarasota, en Floride, des études ont montré que les mâles peuvent parfois vivre plus de 40-45 ans, et les femelles, plus de 50 ans,. Ainsi, en 1993, le mâle le plus vieux de cette population avait 44 ans et la femelle la plus vieille avait 52 ans. En 2013, le mâle le plus vieux de cette population avait 50 ans et la femelle la plus vieille avait 63 ans.
Au sein de la population résidante de la baie Shark en Australie, plusieurs dauphins étudiés ont atteint des âges compris entre 36 et 38 ans,[source insuffisante].
Au sein de la population résidante des lagons de la côte est de la Floride (Indian river, Banana river et Mosquitio lagoon), une étude a estimé que peu de femelles dépassent les 35 ans, et que peu de mâles dépassent les 30 ans.

### Intelligence et système cérébral
Le cerveau du Grand dauphin est d'une taille comparable à celui d'un hominoïde. Comme chez l'homme, il est constitué de deux hémisphères mais son cortex cérébral est plus mince, bien qu'il soit plus étendu (de 40 %). Sa complexité est à peu près équivalente à celle de l'homme. Son développement se complète en 10 années environ.
Durant le sommeil, le dauphin traverse une phase de sommeil paradoxal, comme tous les autres mammifères. La respiration du dauphin est volontaire, même durant le sommeil. Il est donc impossible pour les vétérinaires de l'anesthésier avant une opération, étant donné le risque de mort par asphyxie. L'électro-encéphalographie a révélé que le dauphin n'utilise qu'un hémisphère cérébral à la fois lors du sommeil unihémisphérique, probablement pour continuer à contrôler son système respiratoire volontaire.
La taille du cerveau du dauphin donne lieu à de nombreuses spéculations. Dans les années 1960, certains y entrevoyaient la possibilité de capacité linguistique. Des études subséquentes proposent plutôt l'idée que ce cerveau soit principalement voué à la nage et l'ouïe.
Il n'existe pas de définition universellement acceptée de ce qu'est l'intelligence. Si on la définit comme « la capacité de raisonner, de planifier, de résoudre des problèmes, d'abstraire, de comprendre des idées complexes, d'apprendre rapidement et d'apprendre de l'expérience », alors selon certaines études, les dauphins surpassent les chimpanzés lors de tests mesurant ces types d'habiletés. Il semble entre autres que les dauphins possèdent certaines aptitudes mathématiques, des aptitudes donc hautement abstraites.
En 1997, des chercheurs ont observé l'utilisation d'outils chez les dauphins de la Baie Shark, en Australie. Ceux-ci y utilisaient des éponges marines, placées sur leur rostre, présumément pour protéger leur bouche lors de la recherche de nourriture dans les fonds sableux. Ce comportement a été observé uniquement dans la baie Shark, et presque seulement chez les femelles. C'est l'unique cas connu d'utilisation d'outils par des mammifères marins, à l'exception des loutres. Une étude effectuée en 2005 a permis de démontrer que ce comportement est enseigné par les mères à leurs filles.

## État de la population

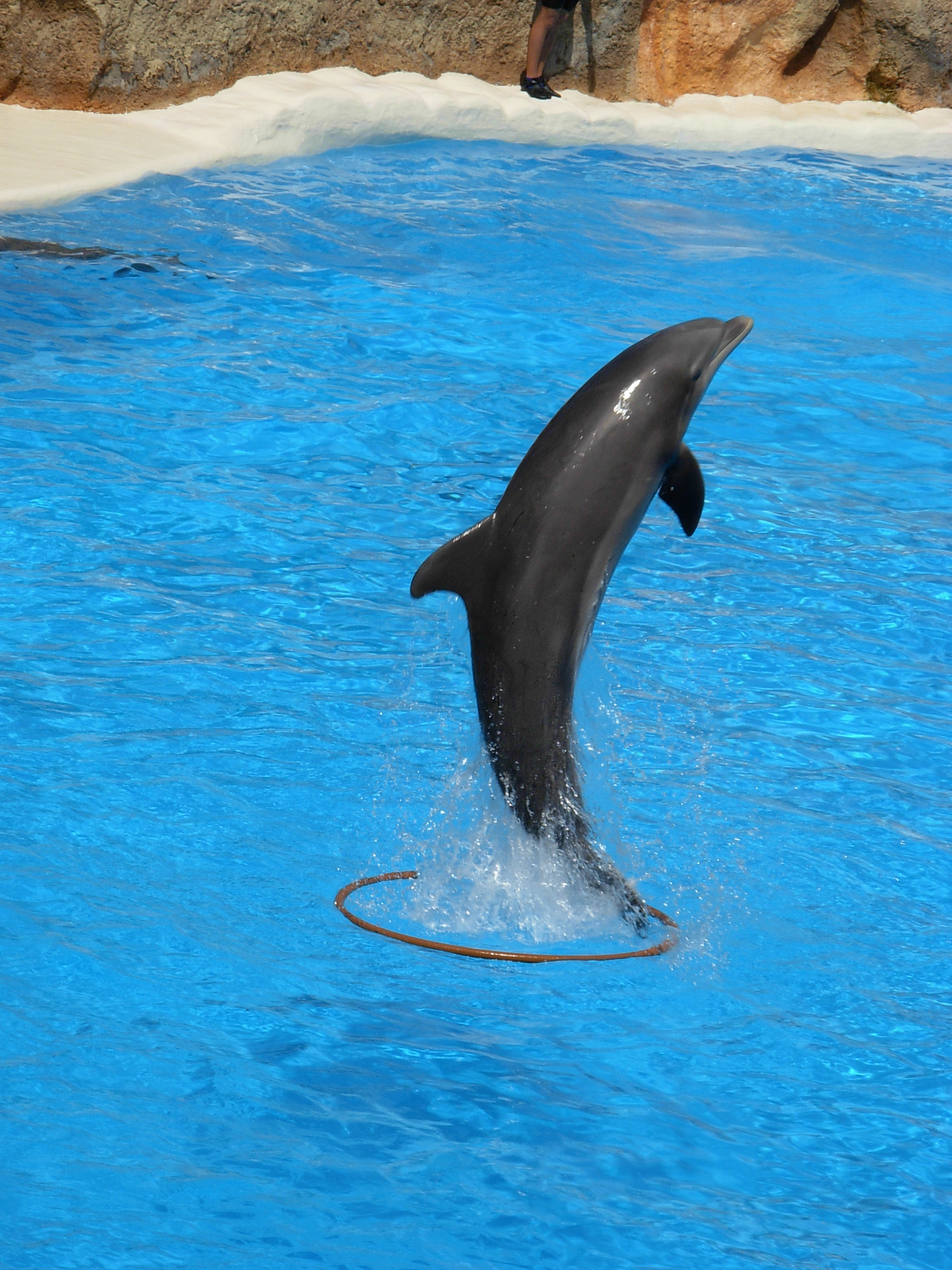
Grand dauphin dans un delphinarium.

Bien que le grand dauphin soit l'espèce de cétacé la plus abondante dans la mer Méditerranée, la taille de la population est en décroissance. À l'échelle mondiale, on estime qu'il y a probablement autour de 600 000 grands dauphins.
Les menaces qui pèsent sur les populations sont :
- la raréfaction ou le déplacement des bancs de poissons ;
- la pêche au filet dérivant, « mur » infranchissable et mortel pouvant s'étendre sur 40 km de long : la réglementation européenne limite l'utilisation de ces filets mais des bateaux non européens comme les coréens échappent à cette loi[55] ;
- la chasse par l'homme ;
- la pollution de l'eau due aux métaux lourds et aux hydrocarbures[56];
- le transport maritime ;
- la pollution sonore (pouvant désorienter le dauphin et causer des échouages) ;
- la réduction de l'espace habitable (causée par l'urbanisation excessive des côtes).

### Prédateurs naturels
Les grands requins (tel le requin tigre, le grand requin blanc, le requin requiem de sable et le requin bouledogue) sont des prédateurs naturels du grand dauphin. Les attaques observées en Australie ont principalement eu lieu dans la baie Shark, où des chercheurs ont observé que 74 % des dauphins adultes recensés au cours de l'étude portaient des cicatrices attribuables à des attaques de requins.
Certaines orques se nourrissent parfois de dauphins, alors que d'autres ont été observées nageant paisiblement en leur compagnie.
Nager en groupe permet aux dauphins de mieux se protéger contre les prédateurs, en plus de permettre l'utilisation de stratégies de fuite complexes. Les dauphins viennent en aide aux blessés en les maintenant hors de l'eau pour respirer, un comportement parfois aussi observé lors de rencontre avec des plongeurs en difficulté.
Bien que ses prédateurs puissent lui infliger de profondes blessures, le dauphin possède un grand pouvoir de cicatrisation grâce notamment à la présence dans son tissu adipeux sous-épidermique d'organohalogènes et d'acide isovalérique aux propriétés antimicrobiennes et antibiotiques,.

## Relation avec l'homme

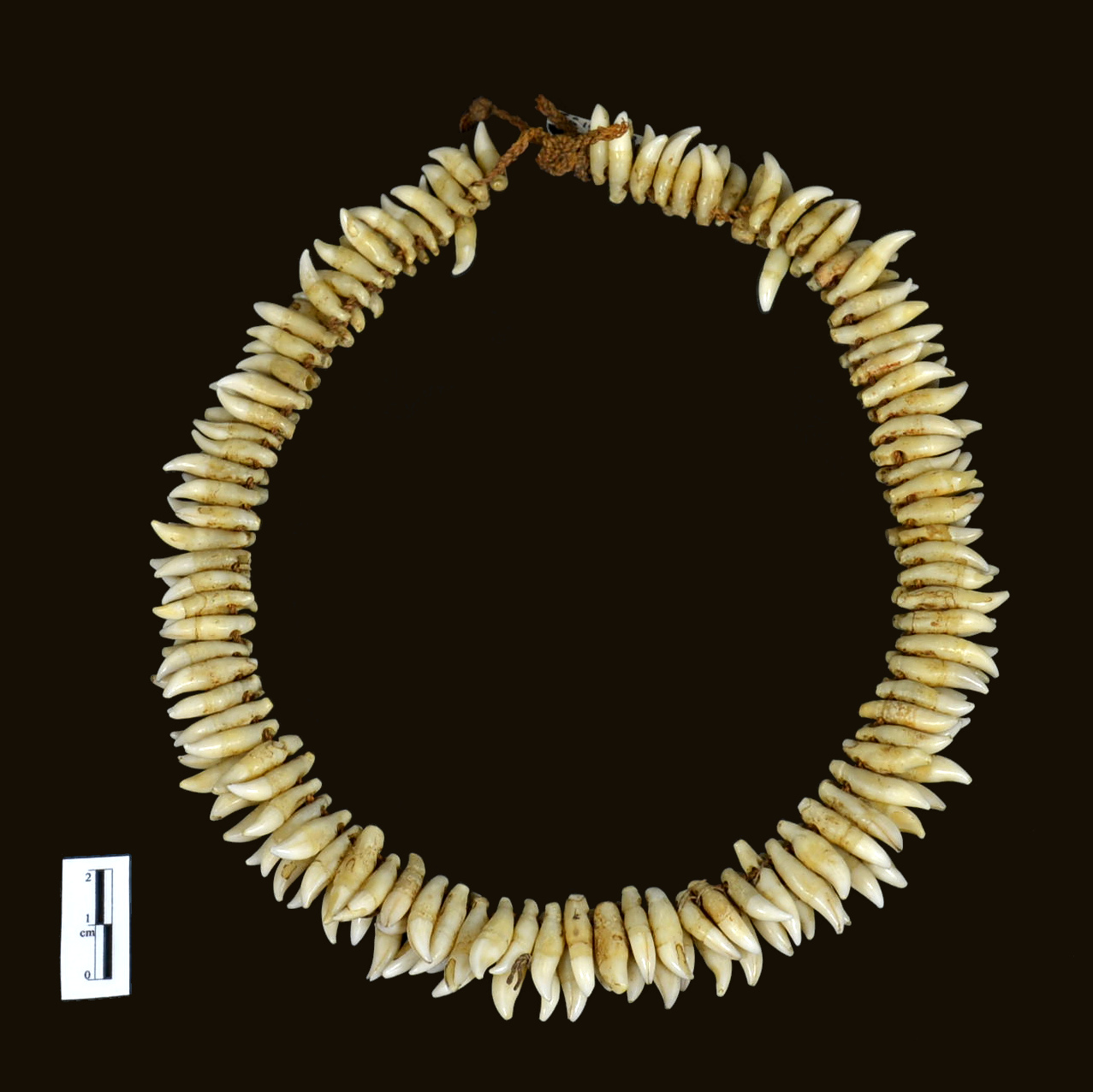
Collier kanak fait de dents de grand dauphin.

### L'homme prédateur du grand dauphin
Le grand dauphin est chassé pour sa viande, ou parce qu'il est en compétition avec l'homme pour les mêmes poissons.
Les grands dauphins nagent souvent au milieu de bancs de thons. En encerclant les thons notamment, de nombreuses espèces de dauphin dont ceux-ci sont capturés par les filets dérivants pélagiques et y meurent par désoxygénation (et non par noyade) puisque la respiration est un acte volontaire et non réflexe.
Au Japon et dans les îles Féroé, plusieurs espèces de dauphins, incluant les grands dauphins, font l'objet de chasses organisées pour des raisons traditionnelles (alimentaires ou non) comme le grindadráp ou pour la vente à des delphinarium, comme à Taiji. Les dauphins sont encerclés par des embarcations et les pêcheurs agitent sous l'eau des barres d'acier afin de créer un barrière sonore qui repousse les dauphins vers la plage, où ils sont ensuite capturés au moyen de filets, comme illustré dans le documentaire oscarisé The Cove. Certains sont sélectionnés pour les delphinariums, alors que les autres sont menés au rivage pour être abattus et envoyés dans les marchés d'alimentation. En Italie, avant qu'il soit interdit de les chasser, les dauphins étaient tués pour être utilisés dans la préparation du musciame, un plat constitué de filets de dauphins séchés au soleil. Aujourd'hui, la viande de dauphin est remplacée par celle du thon.
Certains dauphins sont conservés en captivité dans des delphinariums, où ils sont dressés pour faire des spectacles. Cette espèce fait partie des rares espèces de dauphin à pouvoir s'adapter à ces conditions de vie. Les défenseurs du bien-être animal en dénoncent les conditions de vie et la petite taille des piscines. Les partisans des delphinariums soutiennent au contraire que les dauphins y sont bien traités et qu'ils se plaisent à vivre et à travailler avec l'homme.

### Le grand dauphin allié de l'homme

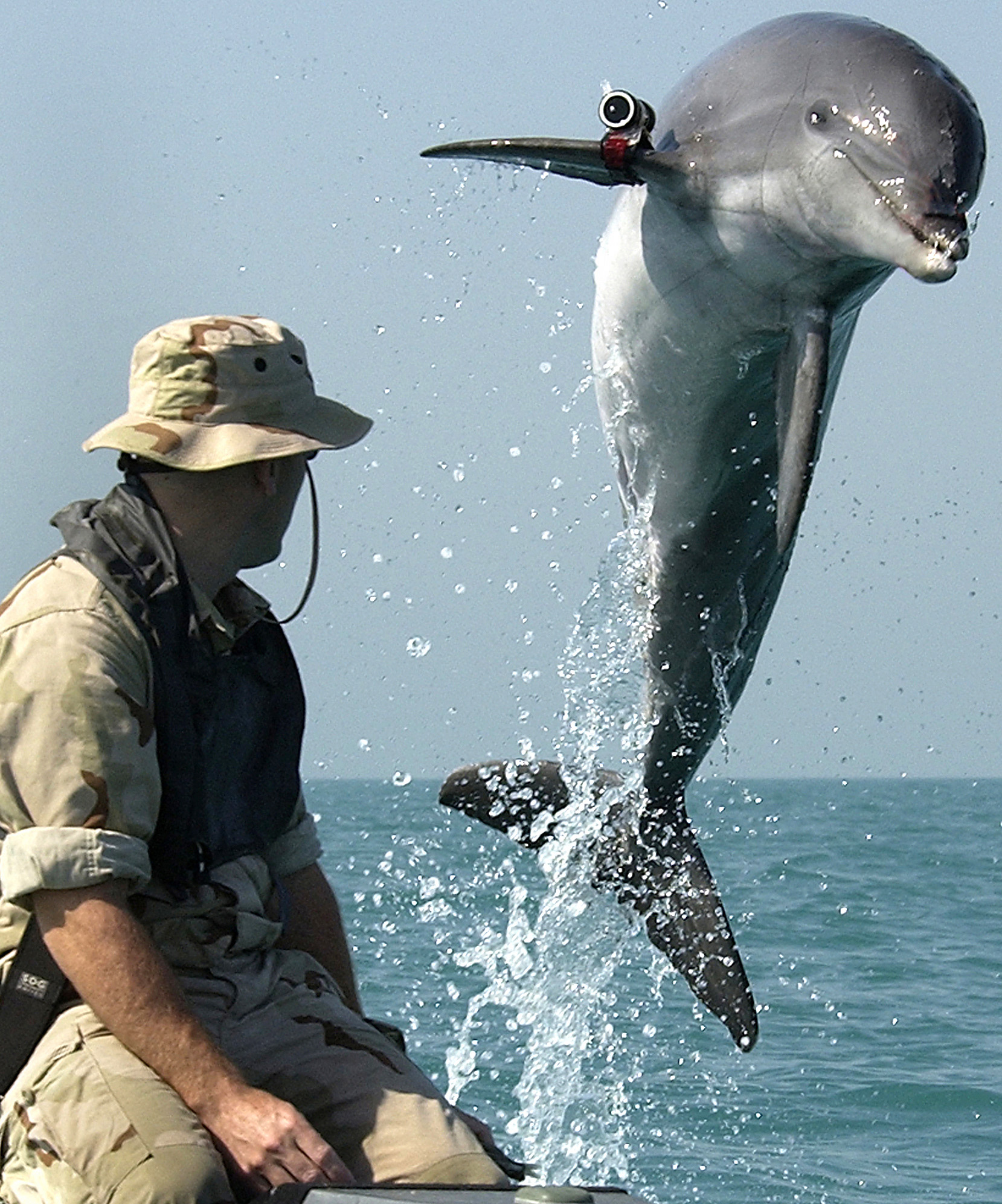
Grand dauphin utilisé dans des opérations de déminage. Un localisateur est attaché à la nageoire.

L'interaction directe avec des grands dauphins, la delphinothérapie, est utilisé lors de la thérapie d'adultes et d'enfants handicapés, particulièrement dans les cas d'autisme et de dépression comme au Dolphin Reef Eilat en Israël.
Aux États-Unis et en Russie, des programmes militaires existent pour dresser les grands dauphins et leur apprendre à rechercher des mines et à repérer des sous-marins ennemis.
En Afrique, sur la côte de Mauritanie, les pêcheurs imraguens pêchent depuis plus de quatre siècles avec une population de dauphins qu'ils appellent en frappant la mer à coups de bâton. L'arrivée des dauphins pousse vers les filets des bancs de poissons. Hommes et cétacés partagent alors les prises.
En Italie, un grand dauphin surnommé Filippo s'est installé dans les eaux du port de Manfredonia, de 1998 jusqu'à sa mort en 2004. L'animal se montrait amical envers les personnes, mais ce choix apparent de s'éloigner de ses semblables afin de vivre à proximité de l'homme est inhabituel et devint l'objet de recherche scientifique afin de mieux comprendre l'éthologie des populations de grands dauphins dans la Méditerranée. Filippo a été retrouvé mort de cause inconnue en août 2004.
En Australie, à Monkey Mia, dans la baie Shark, un groupe de grands dauphins s'approche tous les matins de la plage pour interagir avec les touristes et pour recevoir de la nourriture. Tout comme Filippo, ceux-ci font l'objet d'études scientifiques.